# Strażnica KOP „Podworańce”
Strażnica KOP „Podworance” – zasadnicza jednostka organizacyjna Korpusu Ochrony Pogranicza pełniąca służbę ochronną na granicy polsko-litewskiej.

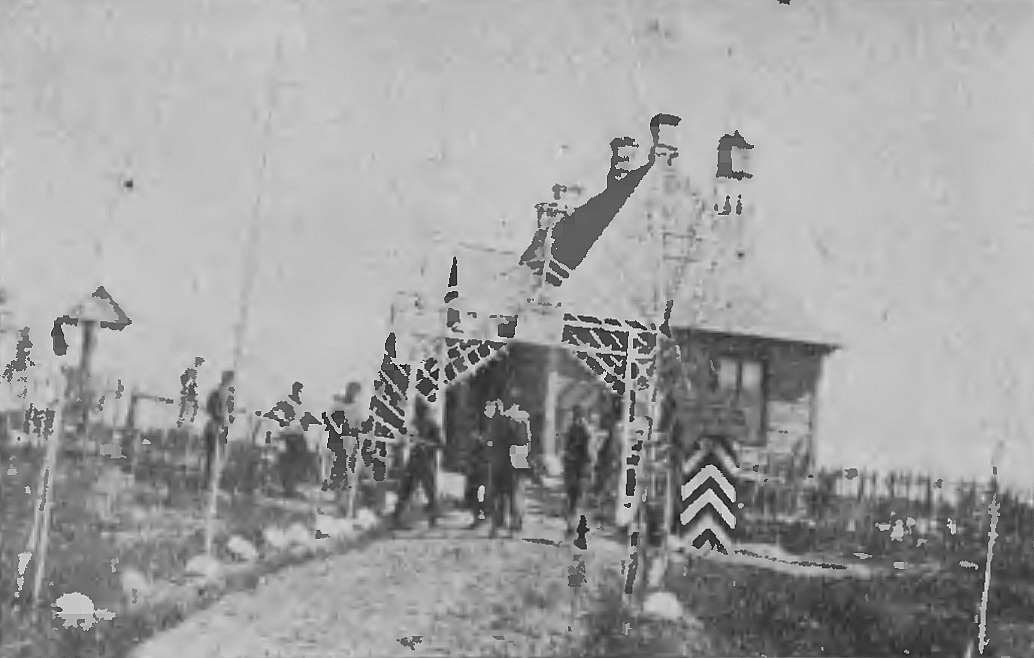
Strażnica KOP „Podumble” (1930)

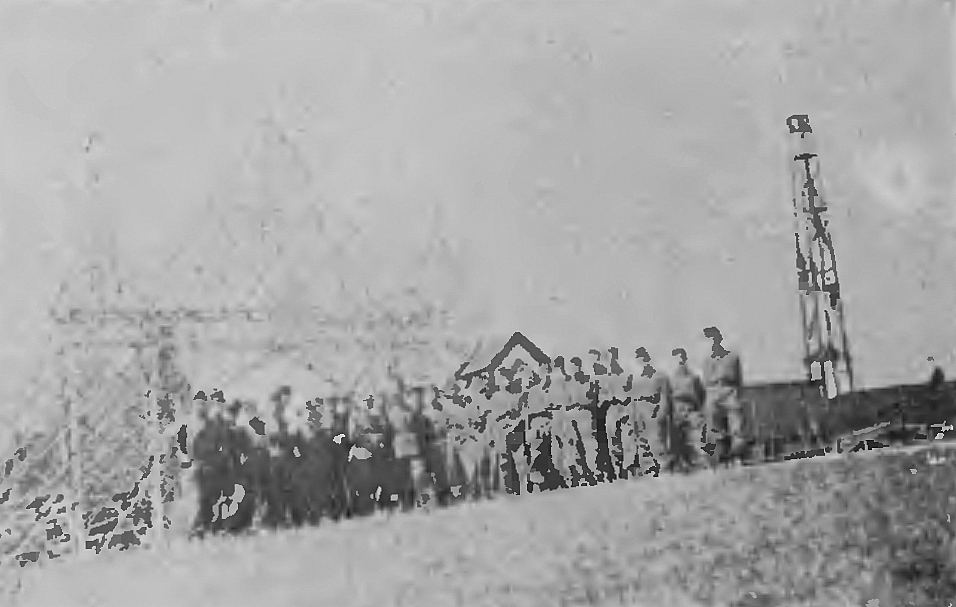
Strażnica KOP „Podumble” podczas wizyty Korpusu Kadetów Nr 1 (1930)

## Formowanie i zmiany organizacyjne
W 1926, w składzie 6 Brygady Ochrony Pogranicza, został sformowany 22 batalion graniczny. W 1928 w skład batalionu wchodziło 10 strażnic. W 1 kompanii KOP „Rudziszki” funkcjonowała strażnica KOP „Podumble”. Później przeniesiono ją do m. Podworańce. W latach 1928–1939 znajdowała się w strukturze 1 kompanii KOP „Rudziszki”. Strażnica liczyła około 18 żołnierzy i rozmieszczona była przy linii granicznej z zadaniem bezpośredniej ochrony granicy państwowej.
W 1932 obsada strażnicy zakwaterowana była w budynku popolicyjnym. Strażnicę z macierzystą kompanią łączyła droga polna długości 19,14 km.

## Służba graniczna
Podstawową jednostką taktyczną Korpusu Ochrony Pogranicza przeznaczoną do pełnienia służby ochronnej był batalion graniczny. Odcinek batalionu dzielił się na pododcinki kompanii, a te z kolei na pododcinki strażnic, które były „zasadniczymi jednostkami pełniącymi służbę ochronną”, w sile półplutonu. Służba ochronna pełniona była systemem zmiennym, polegającym na stałym patrolowaniu strefy nadgranicznej, wystawianiu posterunków alarmowych, obserwacyjnych i kontrolnych stałych, patrolowaniu i organizowaniu zasadzek w miejscach rozpoznanych jako niebezpieczne, kontrolowaniu dokumentów i zatrzymywaniu osób podejrzanych, a także utrzymywaniu ścisłej łączności między oddziałami i władzami administracyjnymi. Strażnice KOP stanowiły pierwszy rzut ugrupowania kordonowego Korpusu Ochrony Pogranicza.
Strażnica KOP „Podworańce” w 1932 ochraniała pododcinek granicy państwowej szerokości 5 kilometrów, a w 1938 pododcinek szerokości 6 kilometrów 394 metrów od słupa granicznego nr 565 do 570.
Sąsiednie strażnice:
- strażnica KOP „Kotysz” ⇔ strażnica KOP „Miciuny” – 1928[2]
- strażnica KOP „Kotysz” ⇔ strażnica KOP „Poniewieżka” – 1929[3]
- strażnica KOP „Kotysz” ⇔ strażnica KOP „Okmiana” – 1932[4], 1934[5], 1938[6]